# Colonia Santa Teresa
Santa Teresa o Colonia Santa Teresa es una localidad y Municipio del departamento Guatraché,  provincia de La Pampa, Argentina.

## Fundación
Fue fundada el 15 de octubre de 1921 por diversas familias de Alemanes del Volga. La comisión fundadora estaba integrada por las siguientes personas:
- Alexander (Alejandro) Rost
- Jacob (Jacobo) Duckardt
- Michael (Miguel) Schroh
- Heinrich (Enrique) Holzmann
- Andreas (Andrés) Rau
- Johann (Juan) Loos
- Michael (Miguel) Loos
- Georg (Jorge) Schwab
- Michael (Miguel) Rost
- Johann (Juan) Specht
- Salomon (Salomón) Koenig
- Johann Peter (Juan Pedro) Kette
- Peter (Pedro) Prost

## Población
Contó con 466 habitantes (Indec, 2010), lo que representó un descenso del 10% frente a los 518 habitantes (Indec, 2001) del censo anterior.
El censo nacional 2022 arrojó 600 habitantes y 333 viviendas.
| Gráfica de evolución demográfica de Santa Teresa entre 1991 y 2022 |
|                                                                    |
| Fuente: Censos nacionales del INDEC                                |